# 渤海高氏
渤海高氏，是中國中古時代一個以渤海郡為郡望的高姓士族。南北朝時，北齊皇族即出自渤海高氏。至唐朝有四人擔任宰相。

## 姓源
渤海高氏源出於齊國的公族，高傒輔佐齊桓公有功，桓公以盧封給高傒作為采邑，以高傒祖父公子高的字為氏。此後高氏世代為齊國上卿。後裔高洪為後漢渤海太守，定居渤海蓚縣（今河北景縣）。

## 家传和谱牒
- 《齐高氏谱》，六卷[3]

## 著名人物

### 始祖
- 高傒

### 北齊皇族
- 高歡
- 高澄
- 高洋
- 高殷
- 高演
- 高湛
- 高緯
- 高儼
- 高延宗
- 高恆
- 高湝
- 高紹義
- 高長恭

### 唐朝宰相
- 高季輔
- 高士廉
- 高璩
- 高郢

### 其他著名人物
- 高湖
- 高允
- 高昂
- 高岳
- 高勱
- 高適
- 高颎